# 阿巴茨科耶區

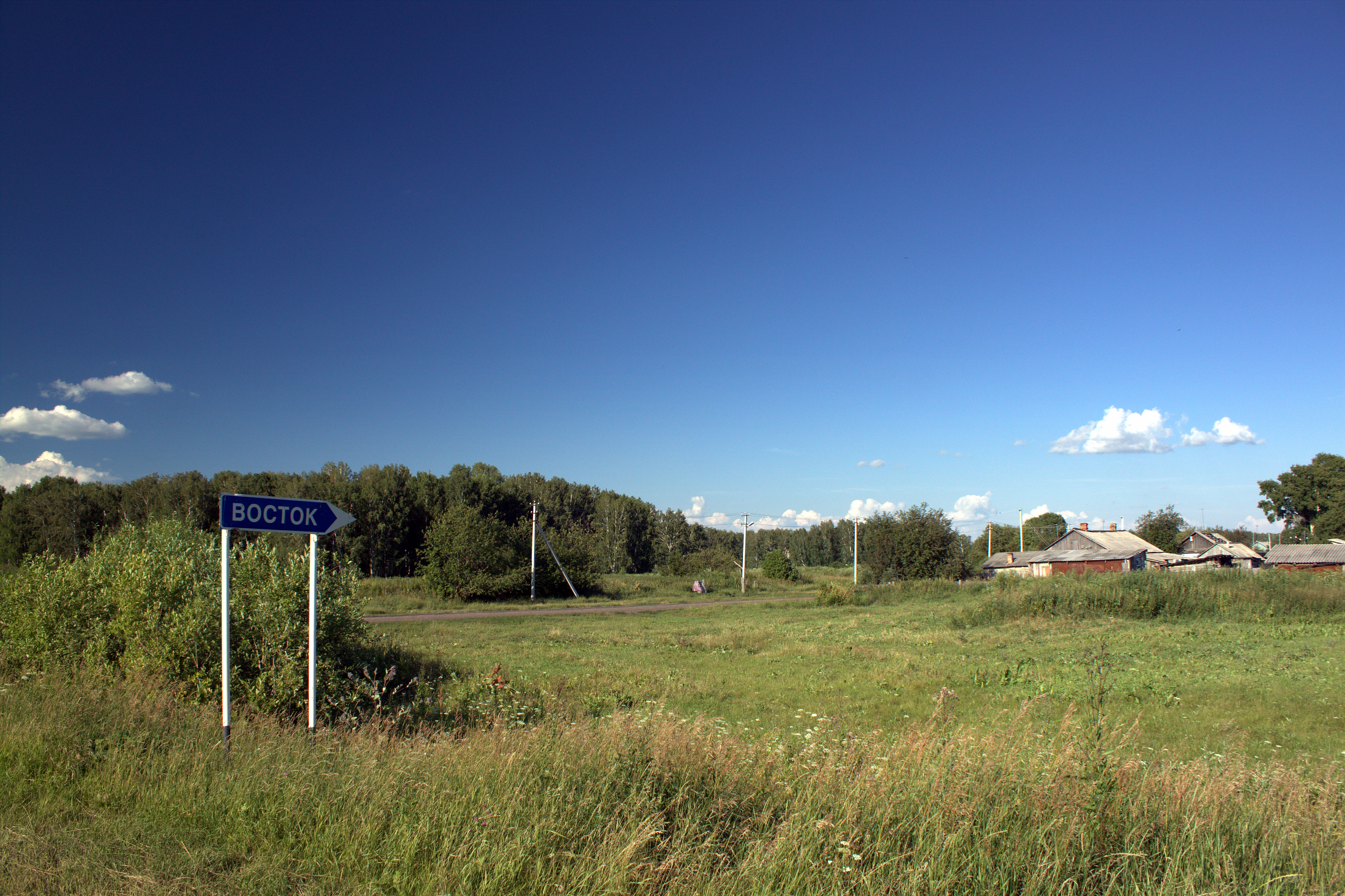

56°17′N 70°27′E / 56.283°N 70.450°E
阿巴茨科耶區（俄语：Абатский район），是俄羅斯的一個區，位於該國南部，由秋明州負責管轄，面積約4,080平方公里，2010年該區人口19,837，人口密度每平方公里4.86人。